# Seznam poslancev trinajste italijanske legislature
Seznam poslancev trinajste italijanske legislature prikazuje imena poslancev Trinajste legislature Italijanske republike po splošnih volitvah leta 1996.

## Povzetek sestave
| Parlamentarne skupine                                              | Začetek | 1996 | 1997 | 1998 | 1999 | 2000 | 2001 |
| ------------------------------------------------------------------ | ------- | ---- | ---- | ---- | ---- | ---- | ---- |
| Sinistra Democratica - L'Ulivo / Democratici di Sinistra - L'Ulivo | 172     | 172  | 171  | 166  | 165  | 165  | 161  |
| Forza Italia                                                       | 122     | 123  | 116  | 110  | 110  | 112  | 117  |
| Alleanza Nazionale                                                 | 92      | 92   | 91   | 91   | 91   | 91   | 88   |
| Popolari e Democratici - L'Ulivo                                   | 67      | 68   | 68   | 66   | 59   | 57   | 56   |
| Lega Nord                                                          | 59      | 58   | 58   | 55   | 46   | 46   | 46   |
| Rifondazione Comunista - Progressisti                              | 35      | 34   | 34   | -    | -    | -    | -    |
| Centro Cristiano Democratico - Cristiani Democratici Uniti         | 30      | 30   | 22   | -    | -    | -    | -    |
| Rinnovamento Italiano                                              | 26      | 14   | 21   | -    | -    | -    | -    |
| Gruppo Comunista                                                   | -       | -    | -    | 21   | 21   | 20   | 20   |
| I Democratici - L'Ulivo                                            | -       | -    | -    | -    | 21   | 20   | 20   |
| Unione Democratica per la Repubblica / Udeur                       | -       | -    | -    | 27   | 21   | 20   | 20   |
| Gruppo misto                                                       | 26      | 39   | 49   | 94   | 96   | 99   | 94   |
| • Federazione dei Verdi                                            | 14      | 14   | 14   | 15   | 15   | 13   | 12   |
| • Jezikovne manjšine                                               | 5       | 5    | 5    | 5    | 5    | 5    | 5    |
| • Socialisti Italiani / Socialisti Democratici Italiani            | -       | 8    | 8    | 8    | 8    | 8    | 8    |
| • Patto Segni - Riformatori                                        | -       | 3    | 3    | -    | 4    | 4    | 3    |
| • Cristiani Democratici Uniti                                      | -       | -    | 10   | -    | 5    | 6    | 6    |
| • Rinnovamento Italiano                                            | -       | -    | -    | 16   | 6    | 6    | 6    |
| • Rifondazione Comunista - Progressisti                            | -       | -    | -    | 13   | 13   | 14   | 14   |
| • Centro Cristiano Democratico                                     | -       | -    | -    | 13   | 13   | 12   | 12   |
| • Italia dei Valori                                                | -       | -    | -    | 9    | -    | -    | -    |
| • Federalisti Liberaldemocratici e Repubblicani                    | -       | -    | -    | 6    | 5    | 4    | 4    |
| • Rete - L'Ulivo                                                   | 3       | 3    | 3    | -    | -    | -    | -    |
| • Neodvisni poslanci                                               | 4       | 6    | 6    | 9    | 22   | 27   | 24   |
| Skupaj                                                             | 629     | 630  | 630  | 630  | 630  | 630  | 622  |

## Sinistra Democratica – L’Ulivo
- Ernesto Abaterusso
- Maria Chiara Acciarini
- Mauro Agostini
- Francesco Aloisio
- Giuseppe Alveti
- Giordano Angelini
- Antonio Attili
- Fulvia Bandoli
- Roberto Barbieri
- Adria Bartolich
- Marcello Basso
- Augusto Battaglia
- Luigi Berlinguer
- Salvatore Biasco
- Anna Maria Biricotti
- Francesco Bonito
- Domenico Bova
- Fabrizio Felice Bracco
- Giovanni Brunale
- Gloria Buffo
- Salvatore Buglio
- Claudio Burlando
- Rocco Caccavari
- Valerio Calzolaio
- Maura Camoirano
- Vassili Campatelli
- Piera Capitelli
- Michele Cappella
- Francesco Carboni
- Giovanni Caruano
- Aldo Cennamo
- Fabrizio Cesetti
- Salvatore Cherchi
- Sergio Chiamparino
- Francesca Chiavacci
- Furio Colombo
- Elena Emma Cordoni
- Paolo Corsini
- Massimo D'Alema
- Silvana Dameri
- Cesare De Piccoli
- Alberta De Simone
- Luisa Debiasio Calimani
- Antonina Dedoni
- Antonio Di Bisceglie
- Fabio Di Capua
- Giovanni Di Fonzo
- Roberto Di Rosa
- Giovanni Di Stasi
- Leonardo Domenici
- Eugenio Duca
- Fabio Evangelisti
- Cosimo Faggiano
- Piero Fassino
- Anna Finocchiaro Fidelbo
- Pietro Folena
- Angelo Fredda
- Marco Fumagalli
- Rocco Gaetani
- Giuseppe Gambale
- Pietro Gasperoni
- Franco Gerardini
- Vasco Giannotti
- Michele Giardiello
- Giuseppe Giulietti
- Giovanna Grignaffini
- Roberto Guerzoni
- Renzo Innocenti
- Nilde Iotti
- Francesca Izzo
- Eugenio Jannelli
- Grazia Labate
- Federico Guglielmo Lento
- Carlo Leoni
- Maria Rita Lorenzetti
- Giuseppe Lumia
- Ugo Malagnino
- Claudia Mancina
- Sergio Manzato
- Paola Manzini
- Paola Mariani
- Luigi Massa
- Francesco Mastroluca
- Massimo Mauro
- Giovanna Melandri
- Maurizio Migliavacca
- Elena Montecchi
- Fabio Mussi
- Carmine Nardone
- Diego Novelli
- Achille Occhetto
- Luigi Occhionero
- Gerardo Mario Oliverio
- Luigi Olivieri
- Federico Orlando
- Giorgio Panattoni
- Ennio Parrelli
- Renzo Penna
- Laura Maria Pennacchi
- Paolo Peruzza
- Giuseppe Petrella
- Marco Pezzoni
- Massimo Pompili
- Gaetano Rabbito
- Paolo Raffaelli
- Franco Raffaldini
- Umberto Ranieri
- Lino Rava
- Antonietta Rizza
- Giuseppe Rossiello
- Antonio Rotundo
- Antonio Ruberti
- Paolo Rubino
- Elvio Ruffino
- Piero Ruzzante
- Sergio Sabattini
- Isaia Sales
- Michele Salvati
- Luigi Saraceni
- Sandro Schmid
- Osvaldo Scrivani
- Sauro Sedioli
- Anna Maria Serafini
- Gino Settimi
- Vincenzo Sica
- Elsa Signorino
- Vincenzo Siniscalchi
- Uberto Siola
- Sergio Soave
- Antonio Soda
- Bruno Solaroli
- Giuseppe Soriero
- Rosa Stanisci
- Marco Susini
- Ferdinando Targetti
- Flavio Tattarini
- Sergio Trabattoni
- Lanfranco Turci
- Livia Turco
- Mauro Vannoni
- Elio Veltri
- Walter Veltroni
- Gaetano Veneto
- Adriana Vigneri
- Fabrizio Vigni
- Luciano Violante
- Vincenzo Visco
- Vincenzo Maria Vita
- Salvatore Vozza
- Alfredo Zagatti
- Mauro Zani

#### Federazione Laburista
- Valdo Spini
- Carlo Carli
- Mario Gatto
- Luigi Giacco
- Rosario Olivo
- Giovanni Pittella

#### Movimento dei Comunisti Unitari
- Angelo Altea
- Valter Bielli
- Marida Bolognesi
- Famiano Crucianelli
- Mauro Guerra
- Gianfranco Nappi
- Roberto Sciacca
- Adriano Vignali

#### Cristiano Sociali
- Franco Chiusoli
- Mimmo Lucà
- Marcella Lucidi
- Domenico Maselli
- Carlo Stelluti

#### Sinistra Repubblicana
- Giorgio Bogi

#### Partito Socialista Democratico Italiano
- Gian Franco Schietroma

## Forza Italia
- Alberto Acierno
- Giuseppe Aleffi
- Giuseppe Amato
- Valentina Aprea
- Sabatino Aracu
- Maria Teresa Armosino
- Giacomo Baiamonte
- Paolo Becchetti
- Alessandro Bergamo
- Silvio Berlusconi
- Massimo Maria Berruti
- Maurizio Bertucci
- Vincenzo Bianchi
- Alfredo Biondi
- Paolo Bonaiuti
- Donato Bruno
- Maria Burani Procaccini
- Giuseppe Calderisi
- Francesco Cascio
- Mariella Cavanna Scirea
- Luigi Cesaro
- Salvatore Cicu
- Manlio Collavini
- Lucio Colletti
- Edro Colombini
- Gianfranco Conte
- Nicola Cosentino
- Raffaele Costa
- Rocco Crimi
- Paolo Cuccu
- Luca Danese
- Giacomo De Ghislanzoni Cardoli
- Anna Maria De Luca
- Giuseppe Del Barone
- Giovanni Dell'Elce
- Marcello Dell'Utri
- Giovanni Deodato
- Francesco Di Comite
- Alberto di Luca
- Giovanni Divella
- Demetrio Errigo
- Giovanni Filocamo
- Ilario Floresta
- Pieralfonso Fratta Pasini
- Franco Frattini
- Aventino Frau
- Alberto Gagliardi
- Giacomo Garra
- Luigi Gastaldi
- Antonino Gazzara
- Mario Gazzilli
- Pietro Giannattasio
- Umberto Giovine
- Gaspare Giudice
- Pasquale Giuliano
- Antonio Guidi
- Roberto Lavagnini
- Antonio Leone
- Marianna Li Calzi
- Silvio Liotta
- Domenico Lo Jucco
- Antonio Lorusso
- Tiziana Maiolo
- Paolo Mammola
- Filippo Mancuso
- Raffaele Marotta
- Giovanni Marras
- Antonio Martino
- Antonio Martusciello
- Antonio Marzano
- Mario Masiero
- Piergiorgio Massidda
- Amedeo Matacena
- Cristina Matranga
- Piero Melograni
- Gianfranco Miccichè
- Alberto Michelini
- Filippo Misuraca
- Enrico Nan
- Luigi Negri
- Gualberto Niccolini
- Nicola Pagliuca
- Elio Massimo Palmizio
- Giuseppe Palumbo
- Tiziana Parenti
- Adriano Paroli
- Giovanni Pilo
- Beppe Pisanu
- Antonio Piva
- Guido Possa
- Stefania Prestigiacomo
- Cesare Previti
- Roberto Radice
- Giorgio Rebuffa
- Nicola Rivelli
- Dario Rivolta
- Paolo Romani
- Giuseppe Rossetto
- Roberto Rosso
- Alessandro Rubino
- Paolo Russo
- Angelo Santori
- Michele Saponara
- Gianfranco Saraca
- Enzo Savarese
- Giulio Savelli
- Claudio Scajola
- Gianluigi Scaltritti
- Paolo Scarpa Bonazza Buora
- Achille Serra
- Francesco Stagno D'Alcontres
- Francesco Stradella
- Mario Alberto Taborelli
- Marco Taradash
- Vittorio Tarditi
- Roberto Tortoli
- Giulio Tremonti
- Giuliano Urbani
- Mario Valducci
- Eugenio Viale
- Luigi Vitali
- Elio Vito

## Alleanza Nazionale
- Roberto Alboni
- Giovanni Alemanno
- Fortunato Aloi
- Francesco Maria Amoruso
- Gian Franco Anedda
- Vincenzo Berardino Angeloni
- Pietro Armani
- Paolo Armaroli
- Domenico Benedetti Valentini
- Filippo Berselli
- Italo Bocchino
- Nicola Bono
- Teodoro Buontempo
- Alessio Butti
- Franco Cardiello
- Nicola Carlesi
- Nuccio Carrara
- Enzo Caruso
- Sergio Cola
- Luigi Colonna
- Gaetano Colucci
- Manlio Contento
- Giulio Conti
- Nicolò Antonio Cuscunà
- Sandro Delmastro Delle Vedove
- Sandra Fei
- Gianfranco Fini
- Francesco Fino
- Publio Fiori
- Tommaso Foti
- Enzo Fragalà
- Daniele Franz
- Alessandro Galeazzi
- Maurizio Gasparri
- Alberto Giorgetti
- Andrea Gissi
- Domenico Gramazio
- Ermanno Iacobellis
- Ignazio La Russa
- Giampaolo Landi Di Chiavenna
- Mario Landolfi
- Guido Lo Porto
- Antonino Lo Presti
- Stefano Losurdo
- Gennaro Malgieri
- Alfredo Mantovano
- Valentino Manzoni
- Lucio Marengo
- Giovanni Marino
- Ugo Martinat
- Luigi Martini
- Altero Matteoli
- Antonio Mazzocchi
- Roberto Menia
- Vittorio Messa
- Riccardo Migliori
- Nicola Miraglia Del Giudice
- Pietro Mitolo
- Stefano Morselli
- Alessandra Mussolini
- Domenico Nania
- Angela Napoli
- Sebastiano Neri
- Carlo Pace
- Giovanni Pace
- Gabriele Pagliuzzi
- Fedele Pampo
- Benito Paolone
- Nicola Pasetto
- Antonio Pepe
- Mario Pezzoli
- Adriana Poli Bortone
- Rosario Polizzi
- Carmelo Porcu
- Livio Proietti
- Michele Rallo
- Gaetano Rasi
- Eugenio Riccio
- Antonio Rizzo
- Gustavo Selva
- Alberto Simeone
- Nino Sospiri
- Francesco Storace
- Giuseppe Tatarella
- Renzo Tosolini
- Enzo Trantino
- Mirko Tremaglia
- Paolo Tringali
- Adolfo Urso
- Raffaele Valensise
- Vincenzo Zaccheo
- Marco Zacchera

## Popolari e Democratici – L’Ulivo
- Michele Abbate
- Lorenzo Acquarone
- Argia Valeria Albanese
- Beniamino Andreatta
- Vittorio Angelici
- Giovanni Bianchi
- Rosy Bindi
- Antonio Boccia
- Antonio Borrometi
- Gianclaudio Bressa
- Renato Cambursano
- Raffaele Cananzi
- Pietro Carotti
- Cesidio Casinelli
- Giovanni Castellani
- Vincenzo Cerulli Irelli
- Mauro Cutrufo
- Ciriaco De Mita
- Emilio Del Bono
- Lino Duilio
- Francesco Ferrari
- Giuseppe Fioroni
- Gabriele Frigato
- Salvatore Giacalone
- Domenico Izzo
- Rosa Jervolino Russo
- Salvatore Ladu
- Giancarlo Lombardi
- Franco Marini
- Sergio Mattarella
- Giorgio Merlo
- Francesco Merloni
- Giuseppe Molinari
- Francesco Monaco
- Gianfranco Morgando
- Giuseppe Niedda
- Paolo Palma
- Giorgio Pasetto
- Mario Pepe
- Salvatore Piccolo
- Roberto Pinza
- Lapo Pistelli
- Paolo Polenta
- Mario Prestamburgo
- Romano Prodi
- Alessandro Repetto
- Michele Ricci
- Gianni Risari
- Lamberto Riva
- Sergio Rogna Manassero Di Costigliole
- Domenico Romano Carratelli
- Ruggero Ruggeri
- Giovanni Saonara
- Dino Scantamburlo
- Giuseppina Servodio
- Giannicola Sinisi
- Antonello Soro
- Domenico Tuccillo
- Maria Pia Valetto Bitelli
- Armando Veneto
- Vittorio Voglino
- Domenico Volpini

#### Unione Democratica
- Giorgio Benvenuto
- Willer Bordon
- Fabio Ciani
- Antonio Maccanico
- Rocco Maggi

## Lega Nord
- Diego Alborghetti
- Uber Anghinoni
- Daniele Apolloni
- Luca Bagliani
- Edouard Ballaman
- Maurizio Balocchi
- Paolo Bampo
- Mario Lucio Barral
- Giovanna Bianchi Clerici
- Mario Borghezio
- Rinaldo Bosco
- Umberto Bossi
- Roberto Calderoli
- Fabio Calzavara
- Davide Caparini
- Enrico Cavaliere
- Alessandro Cè
- Giacomo Chiappori
- Umberto Chincarini
- Elena Ciapusci
- Paolo Colombo
- Domenico Comino
- Pierluigi Copercini
- Giuseppe Covre
- Fiorenzo Dalla Rosa
- Gianpaolo Dozzo
- Guido Dussin
- Luciano Dussin
- Roberto Faustinelli
- Carlo Fongaro
- Rolando Fontan
- Pietro Fontanini
- Francesco Formenti
- Carlo Ambrogio Frigerio
- Luciana Frosio Roncalli
- Franca Gambato
- Giancarlo Giorgetti
- Simone Gnaga
- Roberto Grugnetti
- Alberto Lembo
- Roberto Maroni
- Piergiorgio Martinelli
- Mauro Michielon
- Daniele Molgora
- Giancarlo Pagliarini
- Ugo Parolo
- Ettore Pirovano
- Domenico Pittino
- Irene Pivetti
- Cesare Rizzi
- Flavio Rodeghiero
- Daniele Roscia
- Oreste Rossi
- Daniela Santandrea
- Stefano Signorini
- Stefano Stefani
- Giacomo Stucchi
- Silvestro Terzi
- Luigino Vascon

## Rifondazione Comunista - Progressisti
- Fausto Bertinotti
- Ugo Boghetta
- Francesco Bonato
- Mario Brunetti
- Eduardo Bruno
- Luca Cangemi
- Maria Carazzi
- Armando Cossutta
- Maura Cossutta
- Walter De Cesaris
- Giovanni De Murtas
- Oliviero Diliberto
- Primo Galdelli
- Franco Giordano
- Tullio Grimaldi
- Maria Lenti
- Mara Malavenda
- Giorgio Malentacchi
- Ramon Mantovani
- Giovanni Meloni
- Mario Michelangeli
- Rosanna Moroni
- Angelo Muzio
- Maria Celeste Nardini
- Nerio Nesi
- Dario Ortolano
- Giuliano Pisapia
- Gabriella Pistone
- Marco Rizzo
- Edo Rossi
- Antonio Saia
- Emiliana Santoli
- Alfredo Strambi
- Tiziana Valpiana
- Nichi Vendola

## Centro Cristiano Democratico-Cristiani Democratici Uniti

### Centro Cristiano Democratico
- Mario Baccini
- Salvatore Cardinale
- Pier Ferdinando Casini
- Gabriele Cimadoro
- Salvatore D'Alia
- Ferdinando De Franciscis
- Aniello Di Nardo
- Marco Follini
- Giuseppe Fronzuti
- Giuseppe Galati
- Carlo Giovanardi
- Francesco Paolo Lucchese
- Roberto Manzione
- Mario Clemente Mastella
- Luigi Nocera
- Massimo Ostillio
- Santino Pagano
- Ettore Peretti
- Maretta Scoca

### Cristiani Democratici Uniti
- Stefano Bastianoni
- Rocco Buttiglione
- Carmelo Carrara
- Teresio Delfino
- Mauro Fabris
- Massimo Grillo
- Nicandro Marinacci
- Giovanni Panetta
- Angelo Sanza
- Mario Tassone
- Luca Volontè

## Rinnovamento Italiano
- Lamberto Dini
- Natale D'Amico
- Augusto Fantozzi
- Andrea Guarino
- Giovanni Marongiu
- Pierluigi Petrini
- Paolo Ricciotti
- Ernesto Stajano
- Lucio Testa
- Tiziano Treu

#### Patto Segni
- Giuseppe Bicocchi
- Bonaventura Lamacchia
- Antonino Mangiacavallo
- Paolo Manca
- Diego Masi
- Gianantonio Mazzocchin
- Elisa Pozza Tasca
- Gianni Rivera

#### Socialisti Italiani
- Giuseppe Albertini
- Enrico Boselli
- Enzo Ceremigna
- Giovanni Crema
- Leone Delfino
- Sergio Fumagalli
- Roberto Villetti

#### Movimento Italiano Democratico
- Aldo Brancati

## Gruppo misto

### Federazione dei Verdi
- Giorgio Gardiol
- Nando Dalla Chiesa
- Marco Boato
- Lino De Benetti
- Gianni Francesco Mattioli
- Paolo Galletti
- Sauro Turroni
- Mauro Paissan
- Massimo Scalia
- Pier Paolo Cento
- Franco Corleone
- Alfonso Pecoraro Scanio
- Annamaria Procacci
- Vito Leccese

### Jezikovne manjšine

#### Südtiroler Volkspartei
- Siegfried Brugger
- Johann Georg Widmann
- Karl Zeller

#### Union Valdôtaine
- Luciano Caveri

#### Unione Autonomista Ladina
- Giuseppe Detomas

### La Rete
- Franco Danieli
- Rino Piscitello
- Giuseppe Scozzari

### Neodvisni poslanci
- Giancarlo Cito (Lega d'Azione Meridionale)
- Giorgio La Malfa (Partito Repubblicano Italiano)
- Luciana Sbarbati (Partito Repubblicano Italiano)
- Vittorio Sgarbi

## Spremembe

### Spremembe v sestavi Zbornice
- 31.7.1996 je vstopila poslanka Ida D'Ippolito, ker je bil Vittorio Sgarbi izvoljen v več volilnih enotah.
- 25.7.1996 poslanca Lucio Manisco zamenja Emiliana Santoli, ki je bil naslednji na listi.
- 1.6.1997 poslanca Carlo Frigerio zamenja Dario Galli, po dopolnilnih volitvah.
- 2.4.1997 poslanca Nicola Pasetto zamenja Filippo Ascierto, po dopolnilnih volitvah.
- 28.1.1998 poslanca Luigi Colonna zamenja Eugenio Ozza.
- 21.6.1998 poslanca Achille Serra zamenja Gaetano Pecorella, po dopolnilnih volitvah.
- 16.9.1998 poslanca Raffaele Valensise zamenja Elio Colosimo.
- 9.3.1999 poslanca  Giuseppe Tatarella zamenja Salvatore Tatarella, po dopolnilnih volitvah.
- 14.4.1999 poslanko Carmine Nardone zamenja Michele Corvino.
- 27.6.1999 poslanko Adriana Poli Bortone zamenja  Cosimo Casilli, po dopolnilnih volitvah.
- 27.6.1999 poslanca Paolo Corsini zamenja Aldo Rebecchi, po dopolnilnih volitvah.
- 3.7.1999 poslanca Giovanni Panetta zamenja  Grazia Sestini.
- 10.9.1999 poslanca Leonardo Domenici zamenja Michele Ventura, po dopolnilnih volitvah.
- 28.11.1999 poslanca Paolo Raffaelli zamenja Enrico Micheli, po dopolnilnih volitvah.
- 28.11.1999 poslanca Romano Prodi zamenja Arturo Parisi, po dopolnilnih volitvah.
- 28.11.1999 poslanca Giovanni Pittella zamenja  Antonio Luongo, po dopolnilnih volitvah.
- 18.11.1999 poslanca Nilde Iotti zamenja Marisa Abbondanzieri.
- 1.4.2000 poslanca  Giovanni De Murtas zamenja Antonio Loddo, po dopolnilnih volitvah.
- 31.3.2000 poslanca Luigi Cesaro zamenja Francesco Maione.
- 13.6.2000 poslanca Enrico Cavaliere zamenja Luciano Donner.
- 18.7.2000 poslanca Oreste Rossi zamenja Guido Giuseppe Rossi.
- 27.2.2001 poslanca Maretta Scoca zamenja  Clemente Carta.
- 14.3.2001 poslanca Gaetano Rasi zamenja Giorgio Bissacco.
- Prenehajo s parlamentarnim mandatom: Maria Rita Lorenzetti, Giovanni Pace, Giovanni Di Stasi, Nicola Pagliuca, Francesco Storace, Antonio Ruberti, Giovanni Filocamo, Mauro Paissan.

### Spremembe v sestavi skupin

#### Sinistra Democratica - L'Ulivo
- Na začetku zakonodajnega obdobja so se pridružile Giuseppe Gambale in Diego Novelli, prej člani La Rete.
- Dne 29.1.1997 zapusti skupino Federico Orlando, pridruži se Rinnovamento Italiano
- Dne 24.2.1998 muta la denominazione in Democratici di Sinistra - L'Ulivo.
- Dne 9.3.1998 se pridruži skupini Giorgio Benvenuto, prej član Popolari e Democratici - L'Ulivo.
- Dne 12.5.1998 zapusti skupino Gian Franco Schietroma, pridruži se Socialisti Democratici Italiani.
- Dne 9.10.1998 zapusti skupino Federico Guglielmo Lento, in se pridruži skupini Comunista.
- Dne 22.10.1998 zapusti skupino Luigi Saraceni, pridruži se Federazione dei Verdi.
- Dne 16.12.1998 zapustijo skupino Fabio Di Capua, Vincenzo Sica in Elio Veltri, pridružijo se Italia dei Valori.
- Dne 10.3.1999 zapusti skupino Giuseppe Gambale, pridruži se I Democratici.
- Dne 1.6.1999 se pridruži skupini Aldo Brancati, prej član Socialisti Democratici Italiani.
- Dne 10.9.1999 preneha parlamentarni mandat Paolo Raffaelli.
- Dne 18.4.2001 zapusti skupino Aldo Brancati, in se pridruži skupini misto.
- Prenehajo s parlamentarnim mandatom Maria Rita Lorenzetti, Giovanni Di Stasi, Antonio Ruberti.

#### Forza Italia
- Na začetku legislature se pridruži skupini Nicola Rivelli, prej članica Alleanza Nazionale. Skupini se ne pridruži Vittorio Sgarbi, pridruži skupini misto.
- Dne 31.7.1996 se pridruži skupini Ida D'Ippolito, neoeletta.
- Dne 29.1.1997 zapusti skupino Silvio Liotta, pridruži se Rinnovamento Italiano.
- Dne 3.2.1997 zapusti skupino Marianna Li Calzi, pridruži se Rinnovamento Italiano.
- Dne 28.2.1997 zapusti skupino Luigi Negri, pridruži se Rinnovamento Italiano.
- Dne 15.5.1997 zapusti skupino Enzo Savarese, pridruži se Alleanza Nazionale.
- Dne 18.6.1997 zapusti skupino Alberto Acierno, in se pridruži skupini misto.
- Dne 9.9.1997 zapusti skupino Giuseppe Del Barone, pridruži se Centro Cristiano Democratico.
- Dne 24.11.1997 zapusti skupino Giulio Savelli, in se pridruži skupini misto.
- Dne 2.1.1998 zapusti skupino Demetrio Errigo, pridruži se Rinnovamento Italiano.
- Dne 19.2.1998 zapustijo skupino Antonino Gazzara, Francesco Di Comite in Paolo Becchetti, pridružijo se Centro Cristiano Democratico.
- Dne 9.3.1998 zapustijo skupino Luca Danese in Mariella Cavanna Scirea, pridružijo se Unione Democratica per la Repubblica.
- Dne 17.3.1998 se pridružijo skupini Antonino Gazzara, Francesco Di Comite in Paolo Becchetti, prej člani Centro Cristiano Democratico.
- Dne 17.3.1998 zapusti skupino Gianfranco Saraca, pridruži se Rinnovamento Italiano.
- Dne 21.4.1998 zapusti skupino Tiziana Parenti, in se pridruži skupini misto.
- Dne 10.11.1998 zapusti skupino Giorgio Rebuffa, pridruži se Unione Democratica per la Repubblica.
- Dne 20.4.1999 zapustijo skupino Giuseppe Calderisi in Marco Taradash, in se pridružijo skupini misto.
- Dne 8.7.1999 se pridruži skupini Grazia Sestini, ki nadomesti Giovanni Panetta, že registran pri Centro Cristiano Democratico.
- Dne 20.7.1999 zapusti skupino Vincenzo Bianchi, in se pridruži skupini misto.
- Dne 29.7.1999 se pridruži skupini Vincenzo Bianchi, prej član skupine misto.
- Dne 22.11.1999 se pridruži skupini Paolo Ricciotti, prej član Rinnovamento Italiano.
- Dne 24.5.2000 se pridruži skupini Vincenzo Berardino Angeloni, prej član skupine misto.
- Dne 12.12.2000 se pridruži skupini Nicandro Marinacci, prej član Centro Cristiano Democratico.
- Dne 18.1.2001 se pridružijo skupini Demetrio Errigo, Andrea Guarino, Giorgio Rebuffa, Angelo Sanza, Ernesto Stajano, prej člani skupine misto, in Diego Masi, prej član Patto Segni, Riformatori, Liberaldemocratici.
- Dne 22.1.2001 se pridruži skupini Paolo Bampo, prej član skupine misto.
- S parlamentarnim mandatom prenehata Nicola Pagliuca in Giovanni Filocamo.

#### Alleanza Nazionale
- Na začetku legislature se skupini ne pridruži Nicola Rivelli, pridruži se Forza Italia.
- Dne 13.11.1996 zapusti skupino Alessandra Mussolini, in se pridruži skupini misto.
- Dne 9.12.1996 se pridruži skupini Alessandra Mussolini, prej član skupine misto.
- Dne 3.2.1997 zapusti skupino Nicola Miraglia Del Giudice, in se pridruži skupini misto.
- Dne 4.2.1997 se pridruži skupini Nicola Miraglia Del Giudice, prej član skupine misto.
- Dne 4.3.1997 zapusti skupino Nicola Miraglia Del Giudice, pridruži se Centro Cristiano Democratico.
- Dne 1.4.1997 zapusti skupino Vincenzo Berardino Angeloni, pridruži se Centro Cristiano Democratico.
- Dne 15.5.1997 se pridruži skupini Enzo Savarese, prej član Forza Italia.
- Dne 19.2.1998 zapustijo skupino Rosario Polizzi, Antonio Rizzo in Renzo Tosolini, pridružijo se Centro Cristiano Democratico.
- Dne 17.3.1998 se pridružijo skupini Rosario Polizzi, Antonio Rizzo in Renzo Tosolini, prej člani Centro Cristiano Democratico.
- Dne 13.4.1999 zapusti skupino Ermanno Iacobellis, se pridruži skupini misto.
- Dne 13.10.1999 se pridruži skupini Alberto Lembo, prej član skupine misto.
- Dne 20.10.1999 se pridruži skupini Simone Gnaga, prej član skupine misto.
- Dne 1999 preneha parlamentarni mandat Adriana Poli Bortone.
- Dne 3.5.2001 zapusti skupino Alberto Simeone, se pridruži skupini misto.
- Prenehata s parlamentarnim mandatom Pace in Francesco Storace.

#### Popolari e Democratici - L'Ulivo
- Dne 19.12.1996 se pridruži skupini Andrea Guarino, prej članica Rinnovamento Italiano.
- Dne 9.3.1998 zapusti skupino Giorgio Benvenuto, in se pridruži Democratici di Sinistra - L'Ulivo.
- Dne 28.10.1998 zapusti skupino Willer Bordon, in se pridruži skupini misto.
- Dne 16.12.1998 se pridruži skupini Giuseppe Scozzari, prej članica La Rete. Istega dne zapusti skupino Renato Cambursano, pridruži se Italia dei Valori.
- Dne 10.2.1999 zapusti skupino Mario Prestamburgo, in se pridruži skupini misto.
- Dne 10.3.1999 zapustijo skupino Antonio Maccanico, Rocco Maggi, Francesco Monaco, Romano Prodi, Sergio Rogna Manassero Di Costigliole, in se pridružijo I Democratici.
- Dne 15.6.1999 se pridruži skupini Paolo Manca, prej člani Federalisti Liberaldemocratici e Repubblicani.
- Dne 5.7.1999 se pridruži skupini Cosimo Casilli, ki zamenja Adriana Poli Bortone, že registrirana pri Alleanza Nazionale.
- Dne 10.9.1999 zapusti skupino Argia Valeria Albanese, pridruži se I Democratici.
- Dne 3.12.1999 zapusti skupino Andrea Guarino, in se pridruži skupini misto.
- Dne 6.12.1999 zapusti skupino Paolo Manca, in se pridruži skupini misto.
- Dne 23.5.2000 zapusti skupino Michele Ricci, pridruži se Udeur.
- Dne 4.1.2000 zapusti skupino Mauro Cutrufo, in se pridruži Cristiani Democratici Uniti.
- Dne 5.2.2001 zapusti skupino Armando Veneto, in se pridruži skupini misto.

#### Lega Nord
- Dne 18.9.1996 zapusti skupino Irene Pivetti, in se pridruži skupini misto.
- Dne 29.9.1998 zapusti skupino Stefano Signorini, in se pridruži skupini misto.
- Dne 30.9.1998 zapusti skupino Franca Gambato, in se pridruži skupini misto.
- Dne 7.10.1998 zapusti skupino Roberto Grugnetti, in se pridruži skupini misto.
- Dne 3.6.1999 zapusti skupino Elena Ciapusci, in se pridruži skupini misto.
- Dne 16.7.1999 zapusti skupino Paolo Bampo, in se pridruži skupini misto.
- Dne 26.7.1999 zapusti skupino Domenico Comino, in se pridruži skupini misto.
- Dne 27.7.1999 zapusti skupino Daniele Roscia, in se pridruži skupini misto.
- Dne 29.7.1999 zapustijo skupino Alberto Lembo in Mario Lucio Barral, in se pridružijo skupini misto.
- Dne 5.10.1999 zapusti skupino Simone Gnaga, in se pridruži skupini misto.
- Dne 11.11.1999 zapusti skupino Luca Bagliani, pridruži se Udeur.
- Dne 15.12.1999 zapusti skupino Daniele Apolloni, pridruži se Udeur.

#### Rifondazione Comunista - Progressisti
- Dne 15.5.1996 zapusti skupino Mara Malavenda, ki je bila članica skupine misto, neodvisni poslanci.
- Dne 9.10.1998 se skupina spremeni v stranko Comunista. Istega dne zapustijo skupino Fausto Bertinotti, Ugo Boghetta, Francesco Bonato, Luca Cangemi, Walter De Cesaris, Franco Giordano, Maria Lenti, Giorgio Malentacchi, Ramon Mantovani, Maria Celeste Nardini, Edo Rossi, Tiziana Valpiana in Nichi Vendola, in se pridružijo skupini misto, del Rifondazione Comunista - Progressisti, in Giuliano Pisapia, ki se pridruži skupini misto, neodvisni poslanci. Prav tako se pridruži skupini Federico Guglielmo Lento, prej člani Democratici di Sinistra.
- Dne 1.4.2000 preneha parlamentarni mandat Giovanni De Murtas.

#### Centro Cristiano Democratico–Cristiani Democratici Uniti
- Dne 10.1.1997 zapusti skupino Stefano Bastianoni, pridruži se Rinnovamento Italiano.
- Dne 3.2.1997 zapustijo skupino Rocco Buttiglione, Carmelo Carrara, Teresio Delfino, Massimo Grillo, Nicandro Marinacci, Giovanni Panetta, Angelo Sanza, Mario Tassone in Luca Volonté, ki oblikujejo Cristiani Democratici Uniti v mešani skupini. Istega dne skupina spremeni svoje ime v Centro Cristiano Democratico.
- Dne 3.3.1997 se pridruži skupini Nicola Miraglia Del Giudice, prej članica Alleanza Nazionale.
- Dne 1.4.1997 se pridruži skupini Vincenzo Berardino Angeloni, prej članica Alleanza Nazionale.
- Dne 9.9.1997 se pridruži skupini Giuseppe Del Barone, prej članica Forza Italia.
- Dne 15.1.1998 zapusti skupino Massimo Ostillio, in se pridruži skupini Cristiani Democratici Uniti.
- Dne 19.2.1998 se pridružijo skupini Antonino Gazzara, Francesco Di Comite in Paolo Becchetti, prej člani Forza Italia; Rosario Polizzi, Antonio Rizzo in Renzo Tosolini, prej člani Alleanza Nazionale.
- Dne 9.3.1998 zapustijo skupino Vincenzo Berardino Angeloni, Salvatore Cardinale, Gabriele Cimadoro, Ferdinando De Franciscis, Giuseppe Del Barone, Nicola Miraglia Del Giudice, Aniello Di Nardo, Mauro Fabris, Giuseppe Fronzuti, Roberto Manzione, Clemente Mastella, Luigi Nocera, Santino Pagano, Maretta Scoca, ki sestavljajo Cristiani Democratici per la Repubblica.
- Dne 17.3.1998 zapustijo skupino Antonino Gazzara, Francesco Di Comite in Paolo Becchetti, in se pridružijo Forza Italia; Rosario Polizzi, Antonio Rizzo in Renzo Tosolini, in se pridružijo Alleanza Nazionale.
- Dne 15.4.1998 se Centro Cristiano Democratico združi v skupino misto.

#### Rinnovamento Italiano
- Dne 19.12.1996 zapusti skupino Andrea Guarino, pridruži se Partito Popolare Italiano.
- Dne 21.12.1996 zapustijo skupino Giuseppe Albertini, Enrico Boselli, Aldo Brancati, Enzo Ceremigna, Giovanni Crema, Leone Delfino, Sergio Fumagalli in  Roberto Villetti, in se pridružijo Socialisti Italiani; Diego Masi, Giuseppe Bicocchi in Elisa Pozza Tasca, ki se pridružijo Patto Segni.
- Dne 29.1.1997 se pridružijo skupini Silvio Liotta, prej članica Forza Italia; Giorgio La Malfa in Luciana Sbarbati, prej člani skupine misto; Federico Orlando, prej član Sinistra Democratica.
- Dne 3.2.1997 se pridružijo skupini Marianna Li Calzi, prej članica Forza Italia, in Stefano Bastianoni, prej član CCD-CDU.
- Dne 3.3.1997 se pridruži skupini Luigi Negri, prej članica Forza Italia
- Dne 14.1.1998 se pridruži skupini Demetrio Errigo, prej članica Forza Italia
- Dne 1.2.1998 se pridruži skupini Irene Pivetti, prej član skupine misto.
- Dne 17.3.1998 se pridruži skupini Gianfranco Saraca, prej članica Forza Italia
- Dne 19.10.1998 zapusti skupino Silvio Liotta, pridruži se Centro Cristiano Democratico.
- Dne 16.12.1998 zapusti skupino Federico Orlando, in se pridruži skupini misto, komponenta Italia dei Valori.
- Dne 20.12.1998 zapustijo skupino Paolo Manca, Luciana Sbarbati in Giorgio La Malfa, in se pridružijo skupini misto, komponenta Federalisti Liberaldemocratici e Repubblicani.
- Dne 11.1.1999 zapustijo skupino Giovanni Marongiu, Gianantonio Mazzocchin in Luigi Negri, in se pridružijo skupini misto, komponenta Federalisti Liberaldemocratici e Repubblicani.
- Dne 11.2.1999 se združi s skupino misto.

#### I Democratici
- Dne 10.3.1999 ustanovijo kod del skupine misto po vključitvi: Willer Bordon, Renato Cambursano, Franco Danieli, Fabio Di Capua, Federico Orlando, Rino Piscitello, Elisa Pozza Tasca, Vincenzo Sica, Elio Veltri, prej člani Italia dei Valori; Antonio Maccanico, Rocco Maggi, Francesco Monaco, Romano Prodi, Sergio Rogna Manassero Di Costigliole, prej člani Popolari e Democratici; Augusto Fantozzi, Gianni Rivera, Lucio Testa, prej člani Rinnovamento Italiano; Giuseppe Gambale, prej člani Democratici di Sinistra; Mario Prestamburgo, prej član skupine misto.
- Dne 31.3.1999 se ustanovi avtonomna skupina po pristopu Giuseppe Detomas, prej član skupine misto, del Jezikovne manjšine.
- Dne 6.5.1999 se pridruži skupini Gabriele Cimadoro, prej članica Unione Democratica per la Repubblica.
- Dne 10.9.1999 se pridruži skupini Argia Valeria Albanese, prej član Partito Popolare Italiano.
- Dne x.6.1999 se pridruži skupini Arturo Parisi, ki nadomesti Romano Prodi.
- Dne 2.12.1999 zapusti skupino Giuseppe Detomas, in se pridruži skupini Jezikovne manjšine.
- Dne 10.5.2000 zapustijo skupino Elio Veltri in Gabriele Cimadoro, in se pridružijo skupini misto.
- Dne 26.5.2000 se pridruži skupini Nando Dalla Chiesa, prej član Federazione dei Verdi.
- Dne 20.6.2000 se pridruži skupini Antonio Loddo, ki nadomesti Giovanni De Murtas, že člana skupine Comunista.
- Dne 28.8.2000 zapusti skupino Fabio Di Capua, in se pridruži skupini misto.

#### Unione Democratica per la Repubblica
- Dne 4.3.1998 oblikujejo skupino Cristiani Democratici Uniti – Cristiani Democratici per la Repubblica po vstopu: Rocco Buttiglione, Carmelo Carrara, Teresio Delfino, Massimo Grillo, Nicandro Marinacci, Massimo Ostillio, Giovanni Panetta, Angelo Sanza, Mario Tassone, Luca Volonté, prej člani Cristiani Democratici Uniti; Vincenzo Berardino Angeloni, Salvatore Cardinale, Gabriele Cimadoro, Ferdinando De Franciscis, Giuseppe Del Barone, Nicola Miraglia Del Giudice, Aniello Di Nardo, Mauro Fabris, Giuseppe Fronzuti, Roberto Manzione, Clemente Mastella, Luigi Nocera, Santino Pagano, Maretta Scoca, prej člani Cristiani Democratici per la Repubblica; Mariella Cavanna Scirea, Luca Danese, prej člani Forza Italia, Alberto Acierno, prej član skupine misto.
- Dne 11.6.1998 se skupina spremeni v Unione Democratica per la Repubblica.
- Dne 15.6.1998 se pridruži skupini Tiziana Parenti, prej član skupine misto.
- Dne 7.7.1998 se pridruži skupini Giulio Savelli, prej član skupine misto.
- Dne 9.9.1998 se pridružijo skupini Giuseppe Bicocchi in Diego Masi, prej člani Patto Segni.
- Dne 23.10.1998 zapustijo skupino Carmelo Carrara, Giuseppe Del Barone, Nicandro Marinacci in Giovanni Panetta, pridružijo se Centro Cristiano Democratico, in Tiziana Parenti, in se pridruži skupini misto.
- Dne 10.11.1998 se pridruži skupini Giorgio Rebuffa, prej članica Forza Italia.
- Dne 23.3.1999 zapusti skupino Giulio Savelli, pridruži se Centro Cristiano Democratico.
- Dne 3.3.1999 zapustijo skupino Giuseppe Bicocchi in Diego Masi, in se pridružijo skupini misto.
- Dne 4.3.1999 se pridruži skupini Irene Pivetti, prej članica Rinnovamento Italiano.
- Dne 8.3.1999 zapustijo skupino Giorgio Rebuffa in Angelo Sanza, in se pridružijo skupini misto.
- Dne 10.3.1999 zapustijo skupino Rocco Buttiglione, Teresio Delfino, Mario Tassone in Luca Volonté, in se pridružijo skupini misto.
- Dne 21.4.1999 se pridruži skupini Ermanno Iacobellis, prej član skupine misto.
- Dne 6.5.1999 zapusti skupino Gabriele Cimadoro, pridruži se I Democratici.
- Dne 29.6.1999 zapusti skupino Massimo Grillo, in se pridruži skupini misto, del Cristiani Democratici Uniti. Istega dne so skupino razpustili: njeni člani so se pridružili skupini misto 2.7.1999, kot del skupine Udeur.

#### Udeur
- Dne 2.7.1999 oblikujejo skupino misto kot del Unione Democratica per l'Europa, po pridružitvi Alberto Acierno, Vincenzo Berardino Angeloni, Salvatore Cardinale, Mariella Cavanna Scirea, Luca Danese, Ferdinando De Franciscis, Aniello Di Nardo, Mauro Fabris, Giuseppe Fronzuti, Ermanno Iacobellis, Roberto Manzione, Mario Clemente Mastella, Nicola Miraglia Del Giudice, Luigi Nocera, Massimo Ostillio, Santino Pagano, Irene Pivetti in Maretta Scoca, prej člani Unione Democratica per la Repubblica.
- Dne 10.11.1999 se pridruži skupini Luca Bagliani, prej član Lega Nord.
- Dne 13.12.1999 oblikujejo avtonomno skupino po pridružitvi si Bonaventura Lamacchia, prej članica Rinnovamento Italiano.
- Dne 15.12.1999 se pridruži skupini Marianna Li Calzi, prej članica Rinnovamento Italiano, in Daniele Apolloni, prej član Lega Nord.
- Dne 27.4.2000 se pridruži skupini Gianfranco Saraca, prej član skupine misto.
- Dne 23.5.2000 se pridruži skupini Michele Ricci, prej člani Popolari e Democratici - L'Ulivo.
- Dne 27.2.2001 se pridruži skupini Clemente Carta, ki nadomesti Maretta Scoca.
- Dne 23.12.1999 zapusti skupino Alberto Acierno, in se pridruži skupini misto.
- Dne 28.3.2000 zapusti skupino Vincenzo Bernardino Angeloni, in se pridruži skupini misto.
- Dne 4.5.2000 zapusti skupino Giuseppe Fronzuti, in se pridruži skupini misto.
- Dne 15.11.2000 zapusti skupino Ferdinando De Franciscis, in se pridruži skupini misto.

#### Gruppo misto

##### Federazione dei Verdi
- Dne 22.10.1998 se pridruži skupini Luigi Saraceni, prej člani Democratici di Sinistra - L'Ulivo.
- Dne 1.6.1999 zapusti skupino Nando Dalla Chiesa, pridruži se I Democratici.
- Dne 19.9.2000 zapusti skupino Luigi Saraceni, in se pridruži skupini misto.
- S parlamentarnim mandatom preneha Mauro Paissan.

##### Jezikovne manjšine
- Dne 31.2.1999 zapusti skupino Giuseppe Detomas, pridruži se I Democratici.
- Dne 2.12.1999 se pridruži skupini Giuseppe Detomas, prej članica I Democratici.

##### La Rete
- Na začetku legislature se skupini ne pridružita poslanca Giuseppe Gambale in Diego Novelli, in se pridružijo skupini Sinistra Democratica - L'Ulivo.
- Dne 16.12.1998 zapusti skupino Giuseppe Scozzari, pridruži se Partito Popolare Italiano. Istega dne se skupina pridruži Italia dei Valori.

##### Socialisti Democratici Italiani
- Dne 21.12.1996 sestavijo skupino, Socialisti Italiani po pridružitvi Giuseppe Albertini, Enrico Boselli, Aldo Brancati, Enzo Ceremigna, Giovanni Crema, Leone Delfino, Sergio Fumagalli, Roberto Villetti, prej člani Rinnovamento Italiano.
- Dne 12.5.1998 se pridruži skupini Gian Franco Schietroma, prej člani Democratici di Sinistra. Istega dne se skupina preoblikuje v Socialisti Democratici Italiani.
- Dne 19.10.1998 zapusti skupino Leone Delfino, in se pridruži skupini misto.
- Dne 16.1.1999 se pridruži skupini Tiziana Parenti, prej član skupine misto.
- Dne 1.6.1999 zapusti skupino Aldo Brancati, in se pridruži Democratici di Sinistra.

##### Patto Segni
- Dne 21.12.1997 se pridružijo skupini Diego Masi, Giuseppe Bicocchi in Elisa Pozza Tasca, prej člani Rinnovamento Italiano.
- Dne 9.9.1998 zapustijo skupino Giuseppe Bicocchi in Diego Masi, pridružijo se Unione Democratica per la Repubblica. Istega dne skupino razpustijo: Elisa Pozza Tasca se pridruži skupini misto.
- Dne 21.4.1999 se komponenta ponovno oblikuje, ko se pridružijo Giuseppe Bicocchi, Diego Masi, Giuseppe Calderisi in Marco Taradash, prej člani skupine misto.
- Dne 11.1.2001 zapusti skupino Diego Masi, pridruži se Forza Italia.

##### Rifondazione Comunista
- Dne 9.10.1998 oblikujejo avtonomno komponento, ko se pridružijo Fausto Bertinotti, Ugo Boghetta, Francesco Bonato, Luca Cangemi, Walter De Cesaris, Franco Giordano, Maria Lenti, Giorgio Malentacchi, Ramon Mantovani, Maria Celeste Nardini, Edo Rossi, Tiziana Valpiana in Nichi Vendola.
- Dne 24.1.2000 se pridruži skupini Giuliano Pisapia, prej član skupine misto.

##### Rinnovamento Italiano
- Dne 4.3.1999 zapusti skupino Irene Pivetti, pridruži se Unione Democratica per la Repubblica.
- Dne 10.3.1999 zapustijo skupino Augusto Fantozzi, Gianni Rivera in Lucio Testa, pridruži se I Democratici.
- Dne 11.3.1999 oblikujejo avtonomno komponento, ko se pridružijo Stefano Bastianoni, Natale D'Amico, Lamberto Dini, Demetrio Errigo, Bonaventura Lamacchia, Marianna Li Calzi, Antonino Mangiacavallo, Pierluigi Petrini, Paolo Ricciotti, Gianfranco Saraca, Ernesto Stajano in Tiziano Treu, že registrirani pri  Rinnovamento Italiano.
- Dne 24.3.1999 se skupina spremeni v Rinnovamento Italiano - Popolari d'Europa po združitvi s komponento Centro Popolare Europeo, ki se ji pridružijo Rocco Buttiglione, Teresio Delfino, Giorgio Rebuffa, Angelo Sanza, Mario Tassone, Luca Volonté.
- Dne 29.6.1999 se pridruži skupini Massimo Grillo, prej član Unione Democratica per la Repubblica.
- Dne 26.7.1999 zapustijo skupino Rocco Buttiglione, Teresio Delfino, Massimo Grillo, Mario Tassone in Luca Volonté, ki ponovno oblikujejo Cristiani Democratici Uniti v mešani skupini.
- Dne 15.11.1999 se komponenta spremeni v Rinnovamento Italiano.
- Dne 22.11.1999 zapusti skupino Paolo Ricciotti, pridruži se Forza Italia.
- Dne 10.12.1999 zapusti skupino Ernesto Stajano, in se pridruži skupini misto.
- Dne 11.12.1999 zapusti skupino Bonaventura Lamacchia, pridruži se Udeur.
- Dne 15.12.1999 zapustijo skupino Demetrio Errigo, Giorgio Rebuffa, Angelo Sanza, Gianfranco Saraca, in se pridružijo skupini misto.
- Dne 16.12.1999 zapusti skupino Marianna Li Calzi, pridruži se Udeur.

##### Italia dei Valori
- Dne 16.12.1998 oblikujejo skupino po pridružitvi Franco Danieli, Rino Piscitello, prej člani La Rete; Fabio Di Capua, Vincenzo Sica, Elio Veltri, prej člani Democratici di Sinistra; Renato Cambursano, prej člani Popolari e Democratici - L'Ulivo; Federico Orlando, prej članica Rinnovamento Italiano; Willer Bordon, Elisa Pozza Tasca, prej članica skupine misto.
- Dne 10.3.1999 se komponenta združi z I Democratici.

##### Centro Cristiano Democratico
- Dne 20.4.1998 oblikujejo avtonomno komponento, ko se pridružijo Mario Baccini, Pier Ferdinando Casini, Salvatore D'Alia, Marco Follini, Giuseppe Galati, Carlo Giovanardi, Francesco Paolo Lucchese in Ettore Peretti, že registrirani pri skupini Centro Cristiano Democratico.
- Dne 19.10.1998 se pridruži skupini Silvio Liotta, prej članica Rinnovamento Italiano.
- Dne 23.10.1998 se pridružijo skupini Carmelo Carrara, Giuseppe Del Barone, Nicandro Marinacci in Giovanni Panetta, prej člani Unione Democratica per la Repubblica.
- Dne 23.3.1999 se pridruži skupini Giulio Savelli, prej član skupine misto, komponenta Unione Democratica per la Repubblica.
- Dne 3.7.1999 preneha Giovanni Panetta, ki ga nadomesti Grazia Sestini, pridruži se Forza Italia.
- Dne 12.12.2000 zapusti skupino Nicandro Marinacci, pridruži se Forza Italia.

##### Cristiani Democratici Uniti
- Dne 3.2.1997 oblikujejo komponento skupine misto, ko se pridružijo: Rocco Buttiglione, Carmelo Carrara, Teresio Delfino, Massimo Grillo, Nicandro Marinacci, Giovanni Panetta, Angelo Sanza, Mario Tassone, Luca Volonté, prej člani skupine Centro Cristiano Democratico – Cristiani Democratici Uniti.
- Dne 15.1.1998 se skupini pridruži Massimo Ostillio, prej član skupine Centro Cristiano Democratico – Cristiani Democratici Uniti.
- Dne 4.3.1998 oblikujejo komponanto avtonomno skupino skupaj z Cristiani Democratici per la Repubblica.
- Dne 26.7.1999 oblikujejo komponento skupine misto, ko se pridružijo: Rocco Buttiglione, Teresio Delfino, Massimo Grillo, Mario Tassone, Luca Volonté, prej člani skupine Rinnovamento Italiano - Popolari d'Europa.
- Dne 30.12.1999 se pridruži skupini Mauro Cutrufo, prej član Partito Popolare Italiano.

##### Federalisti Liberaldemocratici e Repubblicani
- Dne 20.12.1998 oblikujejo komponento skupine misto, ko se pridružijo Paolo Manca, Luciana Sbarbati in Giorgio La Malfa, prej člani Rinnovamento Italiano.
- Dne 11.1.1999 se pridružijo skupini Giovanni Marongiu, Gianantonio Mazzocchin in Luigi Negri, prej člani Rinnovamento Italiano.
- Dne 15.6.1999 zapusti skupino Paolo Manca, pridruži se Popolari in Democratici - L'Ulivo.
- Dne 20.10.2000 zapusti skupino Giorgio La Malfa, in se pridruži skupini misto.

##### Centro Popolare Europeo
- Dne 17.3.1999 oblikujejo komponento skupine misto, ko se pridružijo Rocco Buttiglione, Teresio Delfino, Giorgio Rebuffa, Angelo Sanza, Mario Tassone, Luca Volonté, že registrirani pri skupini misto.
- Dne 24.3.1999 se komponenta združi z Rinnovamento Italiano.

#### Neodvisni poslanci
- Na začetku legislature se skupini pridružijo Giancarlo Cito, Giorgio La Malfa, Luciana Sbarbati, Vittorio Sgarbi.
- Dne 15.5.1996 se pridruži skupini Mara Malavenda, prej članica Rifondazione Comunista.
- Dne 18.9.1996 se pridruži skupini Irene Pivetti, prej član Lega Nord.
- Dne 13.11.1996 se pridruži skupini Alessandra Mussolini, prej članica Alleanza Nazionale.
- Dne 9.12.1996 zapusti skupino Alessandra Mussolini, pridruži se Alleanza Nazionale.
- Dne 29.1.1997 zapustijo skupino Giorgio La Malfa in Luciana Sbarbati, in se pridružita Rinnovamento Italiano.
- Dne 3.2.1997 se pridruži skupini Nicola Miraglia Del Giudice, prej članica Alleanza Nazionale.
- Dne 4.2.1997 zapusti skupino Nicola Miraglia Del Giudice, pridruži se Alleanza Nazionale.
- Dne 18.6.1997 se pridruži skupini Alberto Acierno, prej članica Forza Italia.
- Dne 24.11.1997 se pridruži skupini Giulio Savelli, prej članica Forza Italia.
- Dne 1.2.1998 zapusti skupino Irene Pivetti, pridruži se Rinnovamento Italiano.
- Dne 4.3.1998 zapusti skupino Alberto Acierno, pridruži se Unione Democratica per la Repubblica.
- Dne 21.4.1998 se pridruži skupini Tiziana Parenti, prej članica Forza Italia.
- Dne 15.6.1998 zapusti skupino Tiziana Parenti, pridruži se Unione Democratica per la Repubblica.
- Dne 7.7.1998 zapusti skupino Giulio Savelli, pridruži se Unione Democratica per la Repubblica.
- Dne 29.9.1998 se pridruži skupini Stefano Signorini, prej član Lega Nord.
- Dne 30.9.1998 se pridruži skupini Franca Gambato, prej član Lega Nord.
- Dne 7.10.1998 se pridruži skupini Roberto Grugnetti, prej član Lega Nord.
- Dne 9.10.1998 se pridruži skupini Elisa Pozza Tasca, prej član Patto Segni.
- Dne 9.10.1998 se pridruži skupini Giuliano Pisapia, prej članica Rifondazione Comunista.
- Dne 19.10.1998 se pridruži skupini Leone Delfino, prej člani Socialisti Democratici Italiani.
- Dne 23.10.1998 se pridruži skupini Tiziana Parenti, prej članica Unione Democratica per la Repubblica.
- Dne 28.10.1998 se pridruži skupini Willer Bordon, prej člani Popolari e Democratici - L'Ulivo.
- Dne 16.12.1998 zapustijo skupino Willer Bordon in Elisa Pozza Tasca, pridružijo se Italia dei Valori.
- Dne 16.1.1999 zapusti skupino Tiziana Parenti, in se pridruži Socialisti Democratici Italiani.
- Dne 10.2.1999 se pridruži skupini Mario Prestamburgo, prej člani Popolari e Democratici - L'Ulivo.
- Dne 3.3.1999 se pridružijo skupini Giuseppe Bicocchi in Diego Masi, prej člani Unione Democratica per la Repubblica.
- Dne 8.3.1999 se pridružijo skupini Giorgio Rebuffa in Angelo Sanza, prej člani Unione Democratica per la Repubblica.
- Dne 10.3.1999 se pridružijo skupini Rocco Buttiglione, Teresio Delfino, Mario Tassone in Luca Volonté, prej člani Unione Democratica per la Repubblica.
- Dne 10.3.1999 zapusti skupino Mario Prestamburgo, pridruži se I Democratici.
- Dne 17.3.1999 zapustijo skupino Rocco Buttiglione, Teresio Delfino, Giorgio Rebuffa, Angelo Sanza, Mario Tassone in Luca Volonté, ki ustanovijo komponento Centro Popolare Europeo v skupini misto.
- Dne 13.4.1999 se pridruži skupini Ermanno Iacobellis, prej članica Alleanza Nazionale.
- Dne 20.4.1999 se pridružijo skupini Giuseppe Calderisi in Marco Taradash, prej člani Forza Italia.
- Dne 21.4.1999 zapustijo skupino Giuseppe Bicocchi, Giuseppe Calderisi, Diego Masi in Marco Taradash, ki ustanovijo komponento Patto Segni, Riformatori, Liberaldemocratici v skupini misto.
- Dne 21.4.1999 zapusti skupino Ermanno Iacobellis, pridruži se Unione Democratica per la Repubblica.
- Dne 3.6.1999 se pridruži skupini Elena Ciapusci, prej član Lega Nord.
- Dne 16.7.1999 se pridruži skupini Paolo Bampo, prej član Lega Nord.
- Dne 20.7.1999 se pridruži skupini Vincenzo Bianchi, prej članica Forza Italia.
- Dne 26.7.1999 se pridruži skupini Domenico Comino, prej član Lega Nord.
- Dne 27.7.1999 se pridruži skupini Daniele Roscia, prej član Lega Nord.
- Dne 29.7.1999 se pridruži skupini Alberto Lembo, prej član Lega Nord.
- Dne 29.7.1999 se pridruži skupini Mario Lucio Barral, prej član Lega Nord.
- Dne 29.7.1999 zapusti skupino Vincenzo Bianchi, pridruži se Forza Italia.
- Dne 5.10.1999 se pridruži skupini Simone Gnaga, prej član Lega Nord.
- Dne 13.10.1999 zapusti skupino Alberto Lembo, pridruži se Alleanza Nazionale.
- Dne 20.10.1999 zapusti skupino Simone Gnaga, pridruži se Alleanza Nazionale.
- Dne 28.11.1999 se pridruži skupini Enrico Micheli, ki nadomesti Paolo Raffaelli, že registriran pri Democratici di Sinistra.
- Dne 3.12.1999 se pridruži skupini Andrea Guarino, prej člani Popolari e Democratici - L'Ulivo.
- Dne 6.12.1999 se pridruži skupini Paolo Manca, prej člani Popolari e Democratici - L'Ulivo.
- Dne 10.12.1999 se pridruži skupini Ernesto Stajano, prej članica Rinnovamento Italiano - Popolari d'Europa.
- Dne 15.12.1999 se pridružijo skupini Demetrio Errigo, Giorgio Rebuffa, Angelo Sanza, Gianfranco Saraca, prej člani Rinnovamento Italiano - Popolari d'Europa.
- Dne 23.12.1999 se pridruži skupini Alberto Acierno, prej član Udeur.
- Dne 24.1.2000 zapusti skupino Giuliano Pisapia, pridruži se Rifondazione Comunista.
- Dne 28.3.2000 se pridruži skupini Vincenzo Bernardino Angeloni, prej član Udeur.
- Dne 27.4.2000 zapusti skupino Gianfranco Saraca, pridruži se Udeur.
- Dne 4.5.2000 se pridruži skupini Giuseppe Fronzuti, prej član Udeur.
- Dne 10.5.2000 se pridružijo skupini Elio Veltri in Gabriele Cimadoro, prej člani I Democratici.
- Dne 24.5.2000 zapusti skupino Vincenzo Berardino Angeloni, pridruži se Forza Italia.
- Dne 28.8.2000 se pridruži skupini Fabio Di Capua, prej članica I Democratici.
- Dne 19.9.2000 se pridruži skupini Luigi Saraceni, prej član Federazione dei Verdi.
- Dne 20.10.2000 se pridruži skupini Giorgio La Malfa, prej člani Federalisti Liberaldemocratici e Repubblicani.
- Dne 15.11.2000 se pridruži skupini Ferdinando De Franciscis, prej član Udeur.
- Dne 18.1.2001 zapustijo skupino Demetrio Errigo, Andrea Guarino, Giorgio Rebuffa, Angelo Sanza in Ernesto Stajano, in se pridružijo Forza Italia.
- Dne 22.1.2001 zapusti skupino Paolo Bampo, pridruži se Forza Italia.
- Dne 5.2.2001 se pridruži skupini Armando Veneto, prej člani Popolari e Democratici - L'Ulivo.
- Db18.4.2001 se pridruži skupini Aldo Brancati, prej člani Democratici di Sinistra.
- Dne 3.5.2001 se pridruži skupini Alberto Simeone, prej članica Alleanza Nazionale.